# Oakley C. Curtis
Oakley Chester Curtis, född 29 mars 1865 i Portland, Maine, död 22 februari 1924 i Falmouth, Maine, var en amerikansk demokratisk politiker och affärsman. Han var Maines guvernör 1915–1917.
Curtis var verksam inom bankbranschen. År 1886 gifte han sig med Edith L. Hamilton.
Curtis var ledamot av Maines representanthus 1903–1904 och ledamot av Maines senat 1905–1908. Som borgmästare i Portland tjänstgjorde han 1911–1914. Curtis efterträdde 1915 William T. Haines som guvernör och efterträddes 1917 av Carl E. Milliken.